# Cera (depilação)

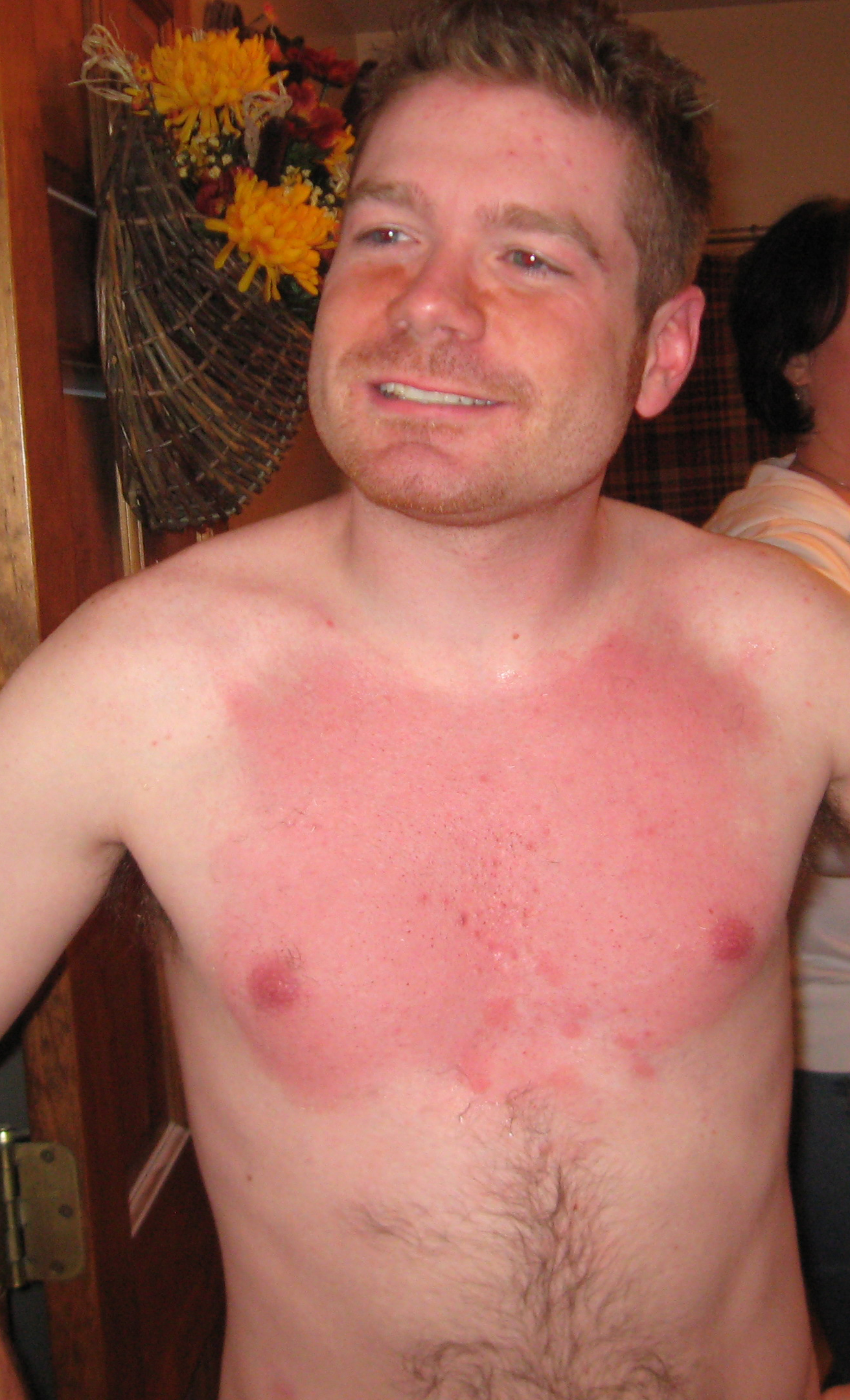
Uma das desvantagens da cera é a dor e irritação da pele após sua aplicação.

A cera é um método semi-permanente de depilação que remove os pelos da raiz da pele. De acordo com uma pesquisa francesa publicada no periódico Sexually Transmitted Infections, a remoção de pelos pubianos, especialmente com cera, aumentaria o risco de inflamações e doenças sexualmente transmissíveis.
Riscos são associados com uma depilação a base de cera, como foliculite, uma inflamação na pele causada por bactérias em pessoas com baixa imunidade e que tenham predisposição. Pelos são uma proteção para a pele, tal ação requer cuidados pois, a utilização de cera quente de forma indevida pode queimar e machucar a pele e essas feridas podem se tornar portas de entrada para infecções. Outro tipo de cera utilizado é a cera de abelha. Este tipo de cera é um produto natural que se compõe de uma série de fracções que não são solúveis na água. Ela pode ser extraída dos favos através do calor do sol ou utilizando-se vapor ou água quente.

## Comercialização
A cera, já utilizada em outros pacientes, pode ser comercializada em clínicas de depilação. Principalmente no Rio de Janeiro e em São Paulo. Entretanto, para especialistas médicos, "não faz nenhum sentido levar um lixo para casa, o que aumenta o tempo de contato e exposição". Para empresas, essa alternativa garante que o material não seja reutilizado novamente.

## Riscos
Muitos estabelecimentos reutilizam o produto em clientes diferentes, aumentando as chances de transmitir doenças. Pode causar alergia, mas e normal que fique vermelho após retirar a cera. A cera faz com que uma mulher fique sem pelos, no máximo, 4 semanas. Deve-se testar numa pequena zona, antes de utilizar nas restantes zonas, pois se causar reacção alérgica, ficara só numa zona.
Não apanhar sol, antes de 24 horas da depilação feita.
O ideal é fazer uma esfoliação na área a ser depilada, pois facilita a remoção dos pelos encravados, após a depilação deve-se usar um gel calmante sobre a pele avermelhada, este vermelhão é momentâneo devendo desaparecer em alguns minutos, porém se persistir pode ter havido reação alérgica, devendo se evitar este tipo de depilação. O dermatologista César Clemente Cuono cita que "A reutilização do produto depilatório pode transmitir infecções bacterianas, como foliculite, micoses, infecções virais, como verrugas ou herpes, e até mesmo hepatite".